# Singerie

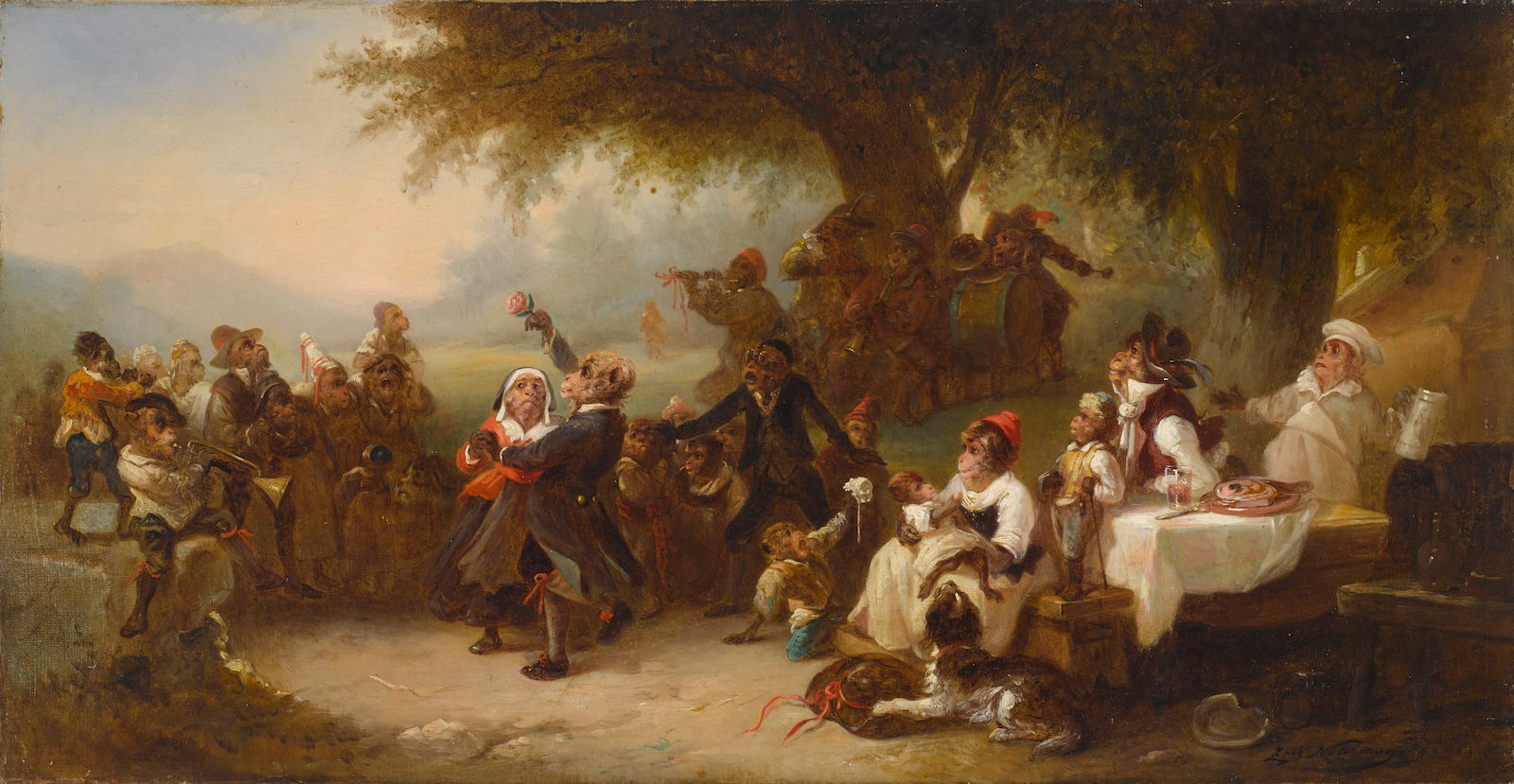
Zacharie Noterman, Małpi ślub

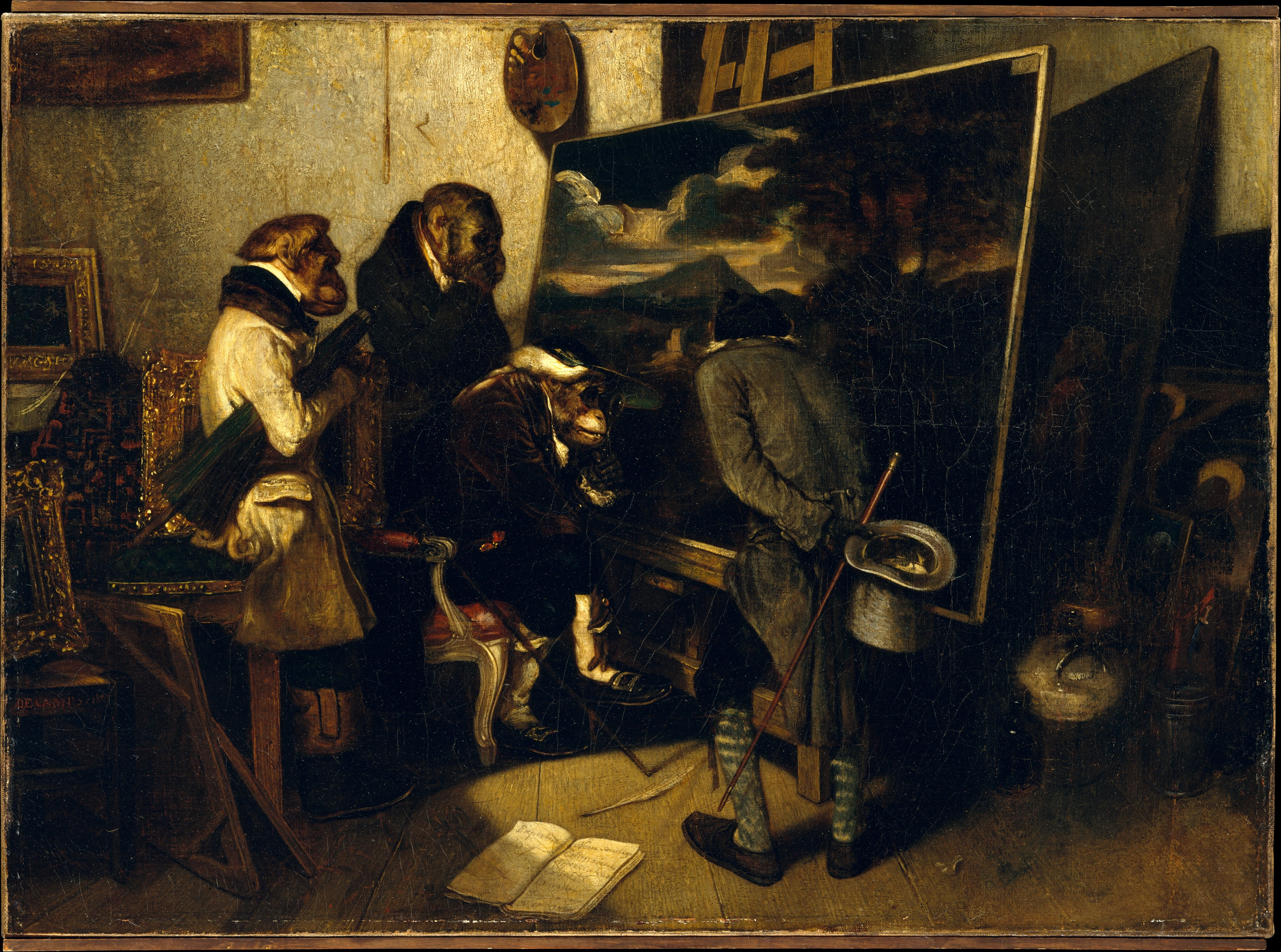
Alexandre-Gabriel Decamps, Eksperci

Singerie (fr. singe – małpa) – motyw dekoracyjny przedstawiający sceny z małpami ubranymi w ludzkie stroje, ujęte w sposób humorystyczny i karykaturalny, naśladujące czynności i zachowania ludzi.
Motyw ten pojawiał się już w średniowieczu, powrócił w drugiej połowie XVII wieku, rozwinął się w pełni w wieku XVIII i był kontynuowany w XIX wieku przez niektórych artystów (Zacharie Noterman, Charles Verlat).
Jean Bérain, projektant wnętrz na dworze Ludwika XIV, w 1711 roku wydał grafiki z małpami i zapoczątkował modę na singerie w dekoracji wnętrz pałaców głównie we Francji. Sceny takie początkowo były charakterystyczne dla dekoracji ściennych. Autorami zdobień z motywami małpek byli między innymi: Claude Audran III, Christophe Huet, Andien de Clermont.
Około 1753 roku w manufakturze porcelany w Miśni Johann Joachim Kändler i Peter Reinicke zaczęli projektować figurki małpek na podstawie grafik Jean-Baptiste’a Guélarda. Powstała cała seria Małpia orkiestra. Około połowy XVIII wieku figurki ustawiano na stołach podczas uroczystych biesiad obok srebrnych i porcelanowych naczyń .
Singerie wyszły z mody wraz z nastaniem klasycyzmu.